# Cincari u Bosni i Hercegovini
Cincari, narod koji je nekad u znatnijem broju obitavao u Bosni i Hercegovini. S početkom 20. stoljeća većina se asimilirala u Srbe.
Točnih podataka o vremenu i načinu nastanka cincarskih naselja u Bosni nema. Opća je predaja da su im preci bili došljaci. Novodobno naseljavanje Cincara zbilo se zadnjih stoljeća. U BiH su došli kao trgovci i obrtnici. Zaslužni su za uvođenje varoškog načina života. U Bosansku Posavinu su se doselili od Bitole, najviše u selu Zovik - Kalajdžije, vjerojatno još prije 1769. godine. Došli su i u Porebrice-Kalajdžije, Tramošnice, a jedan dio u Bijelu (Bijelu-Kalajdžije) kao zgodno mjesto za razvitak varoši kao što su neke njihove grupe otišle ova prijašnja naselja. Od Bijele su napravili čaršiju. Cincari se ispočetka nisu bavili ničim ratarskim ni stočarskim, nego samo obrtom i trgovanjem, osobito su bili terzije. Vremenom su kupovali plodna zemljišta pa su sse djelimice bavili i ratarstvom. Prvi trgovci iz naroda Cincara u Bosni bavili su se trgovinom u vidu torbarenja, natovarivši konja raznom robom i zatim prodavali kao putnici obilazeći sela.
Još u postojbini otkamo su doselili živjeli su u nacionalno-jezično mješovitoj sredini pa su već kod kuće bili dvojezični i već otamo prenijeli znanje makedonskog ili srpskog jezika.  Razumna je pretpostavka da su se možda služili i grčkim. Prije nego što bi se za stalno naselili u BiH, u nekom naselju ili predjelu bili su došli kao samci na pečalbu. Obitelji su im došle poslije. Mnogi su prije toga već boravili po BiH ili negdje drugdje među Srbima. Ondje su bili u stalnoj komunikaciji sa Srbima te su u naučili srpski jezik i prije nego što su se za stalno nastanili u BiH. Već tu su prošli prvu fazu u gubljenju svog narodnog jezika. Kad su se naselili u srpskoj masi, proces se ubrzao. U početku su bili zatvoreniji ni nisu puštali Srbe među sebe. Jezik su si zvali služeći se srpskim kalajdžijskim. No, iza Cincara nije ostalo pisanih vrela na cincarskom jeziku. Cincari su srazmjerno u ranoj fazi počeli se služiti srpskim jezikom i pismom. Srpski zapisi od Cincara postoje još iz 1811. i 1817. godine. Uskoro su nastupili čimbenici koji su pridonijeli naglom posrbljavanju Cincara.
Radi komuniciranja s mušterijama učili su i jezik svojih mušterija, u čemu su Cincari bili vješti. Kao pravoslavci odmah su se pridružili pravoslavnim bh. Srbima. Trudili su se Cincari podržati bogoslužje na grčkom u crkvama što se nije održalo na duži rok. Međusobna rodbinska bliskost natjerala je Cincare na traženje supružnika izvan svoje zajednice. Kao pravoslavci bili su upućeni na Srbe. Već u ranoj fazi Cincari su u ženidbenim svezama sa srpskim narodom. Mnogi nisu došli s obiteljima, niti su dovodili sunarodnjakinje iz postojbine za supruge, pa su u BiH došli kao samci. Nije bilo pravoslavaca u gradskim sredinama pa su za supružnice uzimali seljanke. Ženili su se Srpkinjama seljankama, koje su znale samo srpski, pa je materinski jezik djece bio srpski te je cincarski već kod djece bio istisnut.
Čimbenik koji je utjecao na nestanak Cincara kao posebne etničke i društvene grupe jest i njihova malobrojnost i izumiranje zanata kojima su se tradicijski bavili - kalajdžijski i terzijski, a po tim su se djelatnostima izdvajali od ostalih stanovnika. Neke njihove naseobine izgubile su važnost trgovačkih mjesta. Zatim su u gradske sredine pristizali sve više seljaci Srbi koji su se bavili tim zanatima i trgovinom i istiskivali su Cincare, odnosno smanjivali su udio Cincara i cincarskih govornika među gradskim pravoslavcima.
Starije generacije Cincara cincarskim su se služile u kući i između sebe. U pisanoj komunikaciji dopisivali su se na srpskom jeziku. Cincarski rodovi u BiH koji su još nešto znali cincarski izumrli su početkom 20. stoljeća. Danas nitko više od potomaka Cincara u BiH ne govori cincarski, ostali su sasvim neznatni ostaci tog jezika i nema više u BiH ima itko tko bi znao govoriti cincarskim jezikom.